# IX Legislatura de la Comunidad Valenciana
La IX Legislatura de la Comunidad Valenciana comenzó el 11 de junio de 2015, fecha en la que se constituyeron las nuevas Cortes tras el triunfo de las diferentes fuerzas de izquierda en las elecciones a las Cortes Valencianas celebradas el 24 de mayo de 2015. El consejo de la Generalidad Valenciana fue presidido por Ximo Puig, y contó con consejeros tanto del PSPV-PSOE como de la Coalició Compromís.

## Proceso electoral

### Actos de campaña

#### Inicio de la campaña

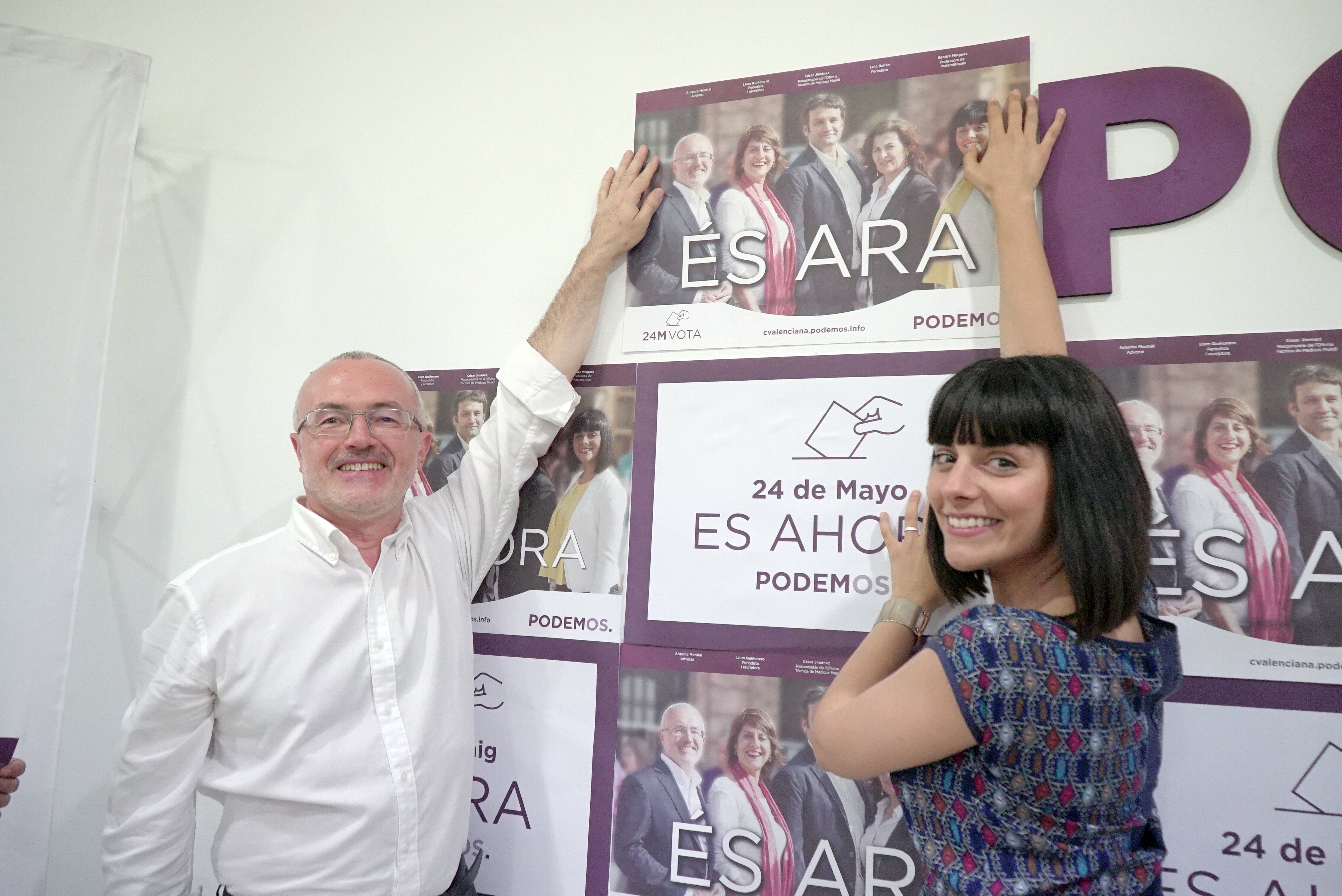
Pegada de carteles de Podem Comunitat Valenciana en el inicio de la campaña.

El 8 de mayo empezó la campaña electoral. El Partido Popular de la Comunidad Valenciana eligió el Palacio de la Música de Valencia como escenario para su primer acto, donde hablaron Alberto Fabra, Rita Barberá y Vicente Betoret, recientemente elegido presidente provincial tras la suspensión cautelar de militancia de Alfonso Rus por el caso Imelsa. El PSPV-PSOE eligió Castellón, provincia por la que Ximo Puig se presenta, para dar comienzo a la campaña. En su primer discurso, Puig pidió el voto a aquellos ex-votantes del PP que actualmente se encuentran desencantados por la corrupción. Por su parte, Compromís eligió el Barrio del Cabanyal para iniciar la campaña. Mònica Oltra y Joan Ribó pidieron el voto en clave de cambio, poniendo énfasis, respectivamente, en la valentía y la capacidad de diálogo que representaría su formación. Ignacio Blanco, candidato de Acord Ciutadà, destacó que su campaña se centraría en la pedagogía y las propuestas en positivo, en un acto que se celebró en la sede de EUPV en Valencia. La candidata de Ciudadanos, Carolina Punset, se manifestó contraria a gobiernos "tripartitos" o "cuatripartitos" de carácter "extremista" en una pegada de carteles junto a las Torres de Serranos. Por su parte, UPyD inició la campaña en la Plaza de la Almoina, donde Alicia Andújar anunció su intención de llevar su programa a la ciudad "usando el boca a boca" y su presencia "cercana a la gente". Podemos eligió su sede en la calle Turia como emplazamiento para el primer acto de campaña.

#### Accidente aéreo en Sevilla y suspensión de la campaña
El 9 de mayo, un avión Airbus A400M se estrelló en Sevilla durante su primer vuelo de prueba. En el accidente fallecieron cuatro personas y dos resultaron heridas de gravedad, las cuales eran trabajadores de la empresa Airbus. Tras el suceso la práctica totalidad de partidos políticos nacionales, entre ellos el Partido Popular, el PSOE, Ciudadanos, Podemos, IU y UPyD, suspendieron durante el sábado 9 todos sus actos de la campaña electoral, al tiempo que mostraron su condolencias y solidaridad con las víctimas del siniestro y sus familiares. Por su parte, tanto Compromís como Vox continuaron con sus actos, aunque mostrando su pesar con un minuto de silencio en recuerdo de los fallecidos.

#### Firma del compromiso para trabajar por un pacto contra la corrupción

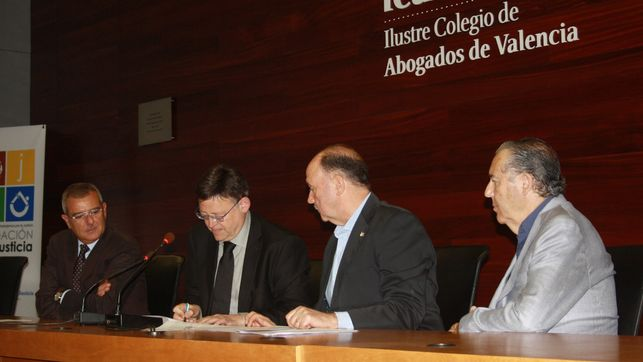
Ximo Puig firmando el compromiso para trabajar por un pacto contra la corrupción.

El lunes 17 de mayo los representantes de Compromís, Podemos, UPyD, Acord Ciutadà, PSPV-PSOE y PPCV suscribieron un compromiso público frente a la corrupción, que promovió la Fundación por la Justicia, para iniciar los debates que permitieran firmar el 9 de diciembre de 2015 un Pacto Estatal contra la Corrupción. El único partido de los que tenían opciones a conseguir representación en las Cortes Valencianas que no se sumaron al compromiso fue Ciudadanos, ya que estaban a la espera de que les autorizase la dirección nacional de partido.
En el acto de firma del compromiso, el presidente de la Fundación, José María Tomás y Tío, reivindicó que «la sociedad civil quiere soluciones ante la corrupción, que constituye el segundo problema que más preocupa a los españoles, después del paro. Esas soluciones pasan por poner remedios, someterse al control y establecer medidas que revisen de forma permanente lo que no se hace bien».

#### Actos centrales de campaña

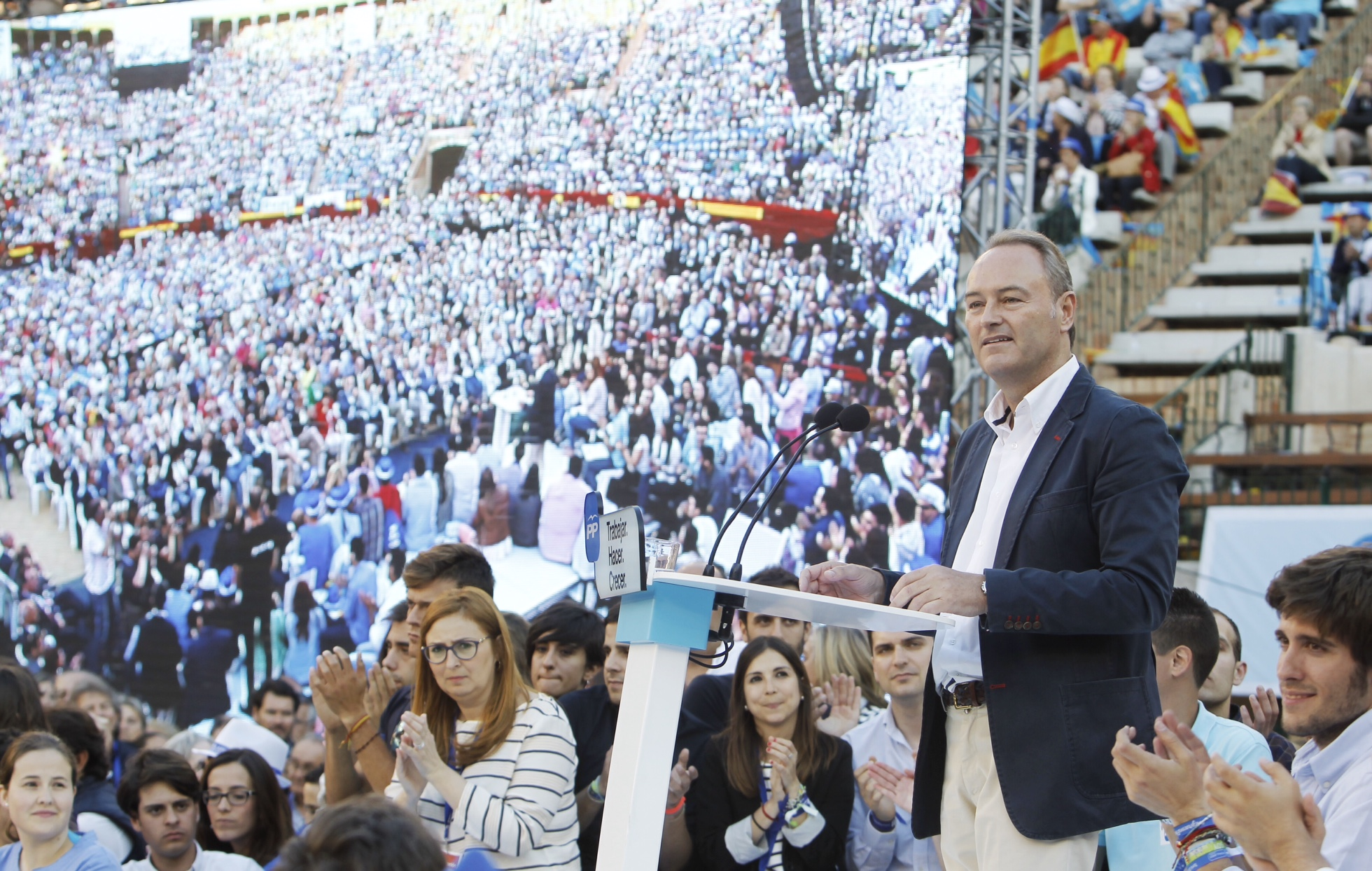
Acto central de campaña del PPCV.

El PSPV-PSOE celebró el segundo sábado de la campaña, el día 16 de mayo, su acto central en la Plaza de Toros de Valencia. El acto principal de los socialistas valencianos reunieron a más de 12.000 personas, que acudieron a ver al candidato Ximo Puig y al secretario general Pedro Sánchez, junto a tres candidatos municipales en representación a las tres provincias de la Comunitat Valenciana. De esta manera, junto  Ximo Puig y Pedro Sánchez participaron la candidata por Orihuela, Carolina Gracia; la candidata de Vall d’Uixó, Tania Baños, y el candidato de la ciudad de Valencia, Joan Calabuig.
Al igual que el PSPV-PSOE, Podem Comunitat Valenciana celebró su acto principal de la campaña el sábado 16 de mayo, aunque en este caso escogieron la ciudad de Alicante, concretamente el Centro de Tecnificación de Alicante. Al acto acudieron cerca de 5.000 personas, las cuales recibieron al dirigente nacional de la formación Pablo Iglesias al grito de "Tic, Tac". Junto a Iglesias también participaron en el acto la candidata por Alicante a las Cortes Valencianas, Llum Quiñonero, y el candidato autonómico, Antonio Montiel.
Tanto Compromís como Acord Ciutadà realizaron sus actos principales el segundo domingo de la campaña, el día 17 de mayo. Por su parte, Compromís celebró su acto central de campaña en el parque del Oeste de Valencia, donde la candidata Mònica Oltra fue recibida, por alrededor de 4.000 simpatizantes y militantes, al grito de "presidenta", junto con el candidato a la Alcaldía de Valencia, Joan Ribó, así como otros miembros de las listas para las elecciones. Mientras que la coalición Acord Ciutadà celebró su acto en el Polideportivo del Cabanyal, ante unos 2.500 simpatizantes, en el que participaron Alberto Garzón y su candidato a la Presidencia de la Generalidad, Ignacio Blanco.
Ciudadanos, iba a realizar su acto central de campaña el 20 de mayo en el centro cultural la Rambleta de Valencia, aunque finalmente el partido decidió cambiar sus planes y trasladar el acto central de campaña a Alicante, ya que Cs suspendió un acto el 9 de mayo en Alicante debido al accidente aéreo de Sevilla, mientras que el 10 de mayo, la formación celebró en el Palacio de Congresos de Valencia un mitin con la participación del candidato a la alcaldía de Valencia, Fernando Giner, la candidata a la Presidencia de la Generalidad, Carolina Punset, y el presidente del partido, Albert Rivera. La sala del hotel Meliá en la que celebró el acto central del partido se quedó pequeña, con una capacidad de 400 personas, y aproximadamente otras 300 tuvieron que seguir el mitin a través de una pantalla desde una sala cercana.
El último gran partido en realizar su acto central de campaña fue el Partido Popular de la Comunidad Valenciana, que realizó el acto el jueves 21 de mayo en la Plaza de Toros de Valencia. En el acto participaron Mariano Rajoy, presidente del Gobierno, Alberto Fabra, presidente de la Generalidad, y Rita Barberá, alcaldesa de Valencia, y consiguieron reunir a más de 12.000 personas, siendo este el acto electoral más multitudinario del Partido Popular de toda España en esta campaña electoral.

### Candidaturas
| Candidaturas | Cabezas de lista                    | Cabezas de lista              | Cabezas de lista                   |
| Candidaturas | Provincia de Alicante               | Provincia de Castellón        | Provincia de Valencia              |
| Partido Popular de la Comunidad Valenciana (PPCV) | José Císcar Bolufer                 | Isabel Bonig                  | Alberto Fabra Part                 |
| Partido Socialista del País Valenciano (PSPV) | Julián López Milla                  | Ximo Puig i Ferrer            | María José Mira García             |
| Ciudadanos de Centro Democrático (CCD) |                                     | Isabel Folch Altur            |                                    |
| Coalició Avant (AVANT) Accio Nacionalista Valenciana (ACNV) Renovacio Politica (RePo) Unio                                                               |                                     |                               | Benjamin María Lafarga Vázquez     |
| Coalició Junts (Junts) Esquerra Nacionalista Valenciana (ENV) República Valenciana-Partit Valencianista Europeu (RV-PVE) Los Verdes Ecopacifistas (LV-E) | Alejandro José Escribano Sanmartín. | Francesc Aguilar Domenjó      | Carles Muñoz Soria                 |
| Els Verds - L'Alternativa Ecologista (EV-AE) |                                     | María Goretti Copoboru Tokule |                                    |
| Escaños en Blanco (EB) |                                     |                               | Vicente Manuel Mañó Raga           |
| España 2000 (E-2000) | Julián Moreno Fernández             | José Antonio Ocio Albiñana    | Ana María Martín Martín            |
| Esperanza Ciudadana (Es.C.) Esperanza Ciudadana (Es.C.) Demòcrates per Alacant (DxA) Iniciativa Independiente de Alicante (IIA)                          | Carlos Pascual Ruíz                 |                               |                                    |
| Falange Española de las JONS (FE-JONS) | Antonio Lucas Santos                | Víctor Fernández Bel          | Alejo Herrero González de Cárdenas |
| Foro Demócrata (FDEE) | José Javier Candela Martínez        | Luis Cortes Ortega            | José Carlos Pérez Martí            |
| Guanyem País Valencià (Ganemos) | Nuria Oliva Biancani                | María Dolores García Cámara   | Rosa María Torregrosa Román        |
| La Coalición Nacional (LCN) Democracia Nacional (DN) La España en Marcha (LEM)                                                                           | Ramón Mira Hernández                | Juan Sales Ortí               | Luis Tomás Zapater Espí            |
| Movimiento Social Republicano (MSR) |                                     |                               | Felipe Antonio Navarro Tamarit     |
| Partido Animalista Contra el Maltrato Animal (PACMA) | Susana Lucas Ballesteros            | Judith Aranzazu Escuder Cano  | Ana María Espinosa Belenguer       |
| Partido Comunista de los Pueblos de España (PCPE) | Felip Vicedo Román                  | Kevin Álvarez Cuesta          | Edgar Rubio Rodilla                |
| Partido Libertario (P-LIB) | Yolanda Rández García               |                               | José Luis Montesinos Ramón         |
| Poble democràtic-PODEM (Poble) |                                     |                               | Agustí Zacarés Romaguera           |
| Recortes Cero | Borja Mansilla Álvarez              | Juan José Martín Matilla      | Sonia Ferrando Company             |
| Som Valencians (SomVal) |                                     | Atila Martín García           | Jaime Vicente Hurtado Perea        |
| Units per Valéncia (UxV) |                                     |                               | Paloma Coiduras Sánchez            |
| Vox | Ricardo Diez de Ulzurrun López      | María de los Llanos Massó     | Miguel Boronat Roda                |
| Fuente: Diario Oficial de la Comunidad Valenciana |                                     |                               |                                    |

### Elecciones
|  | 71.14 % |

|  | 28.86 % |

|  | 26.25 % |

|  | 20.3 % |

|  | 18.19 % |

|  | 12.31 % |

|  | 11.23 % |

|  | 4.26 % |

|  | 1.14 % |

|  | 0.79 % |

|  | 0.73 % |

|  | 0.41 % |

|  | 0.3 % |

|  | 0.27 % |

|  | 0.14 % |

|  | 0.12 % |

|  | 0.12 % |

|  | 0.1 % |

|  | 0.09 % |

|  | 0.07 % |

|  | 0.06 % |

|  | 0.06 % |

|  | 0.05 % |

|  | 0.05 % |

|  | 0.05 % |

|  | 0.05 % |

|  | 0.05 % |

|  | 0.04 % |

|  | 0.02 % |

|  | 97.24 % |

|  | 1.36 % |

|  | 98.60 % |

|  | 1.40 % |

## Instituciones durante la IX Legislatura

### Cortes Valencianas

#### Constitución de las Cortes
|                                                                    |         |                        |  |  |  |
| Miembros de la Mesa de las Cortes Valencianas de la IX Legislatura |         |                        |  |  |  |
| Cargo                                                              | Partido | Titular                |  |  |  |
| Presidente de las Cortes Valencianas                               |         | Francesc Colomer       |  |  |  |
| Vicepresidente primero                                             |         | Enric Morera           |  |  |  |
| Vicepresidente segundo                                             |         | Alejandro Font de Mora |  |  |  |
| Secretario primero                                                 |         | Emilio Argüeso         |  |  |  |
| Secretario segundo                                                 |         | Marc Pallarés          |  |  |  |
| Fuente: Cortes Valencianas                                         |         |                        |  |  |  |

Tras la dimisión, a menos de un mes de ser nombrado, del Presidente de las Cortes le sustituyó en el cargo Enric Morera, y como vicepresidenta se puso a Carmen Martínez.
|                                                                    |         |                        |  |  |  |
| Miembros de la Mesa de las Cortes Valencianas de la IX Legislatura |         |                        |  |  |  |
| Cargo                                                              | Partido | Titular                |  |  |  |
| Presidente de las Cortes Valencianas                               |         | Enric Morera           |  |  |  |
| Vicepresidente primero                                             |         | Carmen Martínez        |  |  |  |
| Vicepresidente segundo                                             |         | Alejandro Font de Mora |  |  |  |
| Secretario primero                                                 |         | Emilio Argüeso         |  |  |  |
| Secretario segundo                                                 |         | Marc Pallarés          |  |  |  |
| Fuente: Cortes Valencianas                                         |         |                        |  |  |  |

### Grupos parlamentarios
|                                            | |                 |           |  |  |
| Grupos Parlamentarios de la IX Legislatura | |                 |           |  |  |
| Grupo parlamentario                        | Partidos | Portavoz        | Diputados |  |  |
| Grupo Popular                              | Partido Popular de la Comunidad Valenciana (PPCV) | Isabel Bonig    | 31        |  |  |
| Grupo Socialista                           | Partit Socialista del País Valencià (PSPV-PSOE) | Manuel Mata     | 23        |  |  |
| Grupo Compromís                            | Coalició Compromís (Compromís) Bloc Nacionalista Valencià (BLOC): 9 Iniciativa del Poble Valencià (IdPV): 5 Gent de Compromís (GdC): 3 VerdsEquo del País Valencià (Verds): 2 | Mònica Oltra    | 19        |  |  |
| Grupo de Ciudadanos                        | Ciudadanos – Partido de la Ciudadanía (Cs) | Carolina Punset | 13        |  |  |
| Grupo Podemos                              | Podem Comunitat Valenciana (Podemos) | Antonio Montiel | 13        |  |  |
| Fuente: Cortes Valencianas                 | |                 |           |  |  |

#### La Junta de Portavoces
| 'Órganos políticos de la IX Legislatura' |         |                        |
| Cargo                                    | Partido | Titular                |
| Presidente de las Cortes Valencianas     |         | Enric Morera           |
| Vicepresidente primero                   |         | Carmen Martínez        |
| Vicepresidente segundo                   |         | Alejandro Font de Mora |
| Secretario primero                       |         | Emilio Argüeso         |
| Secretario segundo                       |         | Marc Pallarés          |
| Portavoz del Grupo Popular               |         | Isabel Bonig           |
| Portavoz del Grupo Socialista            |         | Manuel Mata            |
| Portavoz del Grupo Compromís             |         | Fran Ferri             |
| Portavoz del Grupo de Ciudadanos         |         | Carolina Punset        |
| Portavoz del Grupo de Podemos            |         | Antonio Montiel        |
| Fuente: Cortes Valencianas               |         |                        |

#### La Diputación Permanente
La composición actual de la Junta de Portavoces de las Cortes Valencianas es:
- Presidente: Enric Morera, Coalició Compromís.
- Vicepresidenta primero: Carmen Martínez , PSPV-PSOE.
- Vicepresidente segundo:  Alejandro Font de Mora, Partido Popular
- Secretario primero: Emilio Argüeso, Ciudadanos.
- Secretario segundo: Marc Pallarés, Podemos.
- Vocales: 6 del PPCV, 4 del PSPV-PSOE, 4 de Compromís, 2 de Ciudadanos y otros 2 de Podemos].

#### Comisiones
Son comisiones permanentes legislativas las siguientes: 
- Comisión de Coordinación, Organización y Régimen de las Instituciones de la Generalidad.
- Comisión de Gobernación y Administración Local.
- Comisión de Educación y Cultura.
- Comisión de Economía, Presupuestos y Hacienda.
- Comisión de Industria i Comercio, Turismo y Nueves Tecnologías.
- Comisión de Agricultura, Ganadería y Pesca.
- Comisión de Obras Públicas, Infraestructuras y Transportes.
- Comisión de Política Social, Empleo y Políticas de Igualdad.
- Comisión de Sanidad y Consumo.
- Comisión de Medio Ambiente, Agua y Ordenación del Territorio.

Son comisiones permanentes no legislativas las siguientes: 
- Comisión de Reglamento
- Comisión de Estatuto de los Diputados y las Diputadas
- Comisión de Peticiones
- Comisión de Gobierno Interior
- Comisión Permanente no legislativa de Asuntos Europeos
- Comisión Especial de Participación Ciudadana

### El Presidente
Las votaciones para la investidura del Presidente de la Generalidad en las Cortes Valencianas se celebraron el 25 de junio:
| Resultado de la votación de investidura del Presidente de la Generalidad Valenciana Mayoría absoluta: 50/99 |                                                         |      |    |    |    |    |   |       |
| Candidato                                                                                                   | Fecha                                                   | Voto |    |    |    |    |   | Total |
| Ximo Puig (PSPV-PSOE)                                                                                       | 25 de junio de 2015 Mayoría requerida: Absoluta (50/99) | Sí   |    | 23 | 19 |    | 8 | 50/99 |
| Ximo Puig (PSPV-PSOE)                                                                                       | 25 de junio de 2015 Mayoría requerida: Absoluta (50/99) | No   | 31 |    |    | 13 |   | 44/99 |
| Ximo Puig (PSPV-PSOE)                                                                                       | 25 de junio de 2015 Mayoría requerida: Absoluta (50/99) | Abs. |    |    |    |    | 5 | 5/99  |
| Fuente: Cortes Valencianas                                                                                  |                                                         |      |    |    |    |    |   |       |

### El Consejo de la Generalidad
| Consejería                                                                        | Consejeros/as                               |
| --------------------------------------------------------------------------------- | ------------------------------------------- |
| Consejería                                                                        | junio de 2015                               |
| Presidente                                                                        | Ximo Puig (PSPV-PSOE)                       |
| Vicepresidenta, consejera de Igualdad y Política Inclusiva y portavoz del Consejo | Mònica Oltra (Compromís)                    |
| Consejero/a de Hacienda, Modelo Económico y Administración Pública                | Vicent Soler(PSPV-PSOE)                     |
| Consejero/a de Economía Sostenible, Sectores Productivos, Comercio y Empleo       | Rafa Climent(Compromís)                     |
| Consejero/a de Educación, Investigación, Cultura y Deporte                        | Vicent Marzà(Compromís)                     |
| Consejero/a de Sanidad Universal y Salud Pública                                  | Carmen Montón Ana Barceló Chico (PSPV-PSOE) |
| Consejero/a de Vivienda, Obras Públicas y Vertebración del Territorio             | María José Salvador(PSPV-PSOE)              |
| Consejero/a de Agricultura, Medio Ambiente, Cambio Climático y Desarrollo Rural   | Elena Cebrián (Independiente)               |
| Consejero/a de Transparencia, Responsabilidad Social, Participación y Cooperación | Manuel Alcaraz (Compromís)                  |
| Consejero/a de Justicia, Gobernación y Reformas Democráticas                      | Gabriela Bravo(Independiente)               |

## Medidas de Gobierno
| Predecesor: VIII Legislatura | Legislaturas de la Comunidad Valenciana IX Legislatura | Sucesor: X Legislatura» |